# Maeda Toshitsugu
Maeda Toshitsugu est un nom japonais traditionnel ; le nom de famille (ou le nom d'école), Maeda, précède donc le prénom (ou le nom d'artiste).
Maeda Toshitsugu (前田 利次, 2 juin 1617-8 août 1674) est un daimyo du début de l'époque d'Edo du Japon, maître du domaine de Toyama. Il est le deuxième fils de Maeda Toshitsune, troisième seigneur du domaine de Kaga.

## Famille
- Père : Maeda Toshitsune (1594-1658)
- Frère : Maeda Mitsutaka (1616-1645)

## Source de la traduction
- (en) Cet article est partiellement ou en totalité issu de l’article de Wikipédia en anglais intitulé « Maeda Toshitsugu » (voir la liste des auteurs).